# Kurt Weill – American Songs
Kurt Weill – American Songs ist eine Live-CD von Caterina Valente.
Caterina Valente bereitete 1990 ein Konzert mit der WDR Bigband für die Kölner Philharmonie vor. Auf dem Programm standen die amerikanischen Songs von Kurt Weill in jazzigen Big-Band-Arrangements von Roger Kellaway. Das erste Konzert fand am 30. März 1990 und das zweite Konzert am 4. April 1990 statt. Die Moderation des Abends hatte die bekannte Journalistin Wibke Bruhns übernommen. Das Label Bear Family Records brachte im Auftrag des WDR im Jahre 2000 einen Zusammenschnitt des Konzerts vom 4. April 1990 auf CD heraus.

## Songs
1. Moon Faced, Starry Eyed (aus Street Scene) – T: Langston Hughes
2. One Life To Live (aus Lady in the Dark) – T: Ira Gershwin
3. Green-up Time (aus Love Life) – T: Alan Jay Lerner
4. One Touch of Venus – T: Ogden Nash
5. Here I'll Stay (aus Love Life) – T: Alan Jay Lerner
6. It Never Was You (aus Knickerbocker Holiday) – T: Ogden Nash
7. Speak Low / September Song / This Is New (aus One Touch of Venus, Knickerbocker Holiday, Lady in the Dark) – T: Ogden Nash, Maxwell Anderson, Ira Gershwin
8. Tschaikowsky (aus Lady in the Dark) – T: Ira Gershwin
9. Sing Me Not a Ballad (aus The Firebrand of Florence) – T: Ira Gershwin
10. Listen To My Song – T: Paul Greer

## Kritiken
Die Welt lobt dieses Album als „perfekt“, wobei sie die Interpretation der Sängerin ins Zentrum setzt: „Toll sind die Stimmungen getroffen und kleine Variationen gesetzt. Die Stimme ist harscher, aber authentischer.“

## Nachweise
1. ↑  WDR-Diskographie
2. ↑  Manuel Brug: Wo ihre Sonne scheint in: Die Welt, 13. Januar 2001